# Manfred Jochum
Manfred Jochum (* 21. April 1942 in Wien; † 10. Juli 2009 ebenda) war ein österreichischer Rundfunkintendant. Ende der 1960er bis Anfang der 1970er Jahre arbeitete er als Erzieher im Kinderheim Wilhelminenberg und anderen Heimen der Stadt Wien.

## Biografie
Jochum wuchs, obwohl in Wien geboren, in Kärnten und im Burgenland auf, wo er die Pflichtschule absolvierte. Von 1963 bis 1972 arbeitete er als Fachbeamter des Erziehungsdienstes in Heimen der MA 11 für erziehungsschwierige Schulkinder in Wien am Wilhelminenberg und auch im Heim Hohe Warte, wo ebenfalls neben Gewalttaten auch sexuelle Übergriffe auf der Tagesordnung standen. Danach studierte er Erziehungswissenschaften an der Universität Wien und erlangte seine Zulassung als Lehrer an einer Volksschule.  Danach arbeitete er als Assistent am Institut für Erziehungswissenschaften und fungierte auch als Lehrbeauftragter an der Universität Wien.
1976 wechselte Jochum zum ORF-Radio, wo er anfänglich in der Wissenschaftsredaktion arbeitete; dort war er 1983 maßgeblich am Aufbau des Radiokollegs verantwortlich, dessen Leitung er bis 1992 innehatte. 1992 übernahm er auch die Leitung des Wissenschaftsressorts, und im Jahr 1998 erhielt er die Beförderung zum Hörfunkintendanten. 2002 schied Jochum aus seiner Funktion aus.
Er starb am 10. Juli 2009 nach langer, schwerer Krankheit und wurde am Friedhof der Feuerhalle Simmering in Wien bestattet.
Manfred Jochum war seit 1975 Mitglied der Freimaurerloge Eintracht.

## Auszeichnungen
- 1981: Österreichischer Staatspreis für Wissenschaftspublizistik
- 1996: Preis der Stadt Wien für Volksbildung[5]
- 2000: Österreichisches Ehrenkreuz für Wissenschaft und Kunst I. Klasse
- 2006: Kardinal-Innitzer-Preis (Würdigungspreis für wissenschaftlich fundierte Publizistik)
- Österreichischer Staatspreis für Erwachsenenbildung

## Schriften
- Sozialpädagogische Aspekte der Heimerziehung bei Erziehungsschwierigen und Dissozialen, Dissertation Universität Wien 1972, DNB 760413126 (= Dissertationen der Universität Wien, Band 120).
- als Herausgeber mit Manfred Belok: Halloween und Christkindl: Festtagskultur und Markt (= Kultur und Wirtschaft, Band 5). Gedächtnisstiftung Peter Kaiser (1793–1864), Vaduz und Europäisches Forum Alpbach. Studienverlag, Innsbruck 2007, ISBN 978-3-7065-4398-9.